# Carbamato de etila
Carbamato de etila (também chamado de uretano) é um composto químico com a fórmula molecular C3H7NO2 preparado primeiramente no século XIX. Estruturalmente, é um éster de ácido carbâmico. Apesar de seu nome comum, não é um componente dos poliuretanos.